# 聖獄：耶路撒冷
《聖獄：耶路撒冷》（英語：JeruZalem；希伯來語：‎）是一部2015年的以色列超自然恐怖電影。

## 劇情概要
電影以充滿宗教意義的耶路撒冷聖城為故事場景，描述兩個美國女孩跟隨神祕又帥氣的人類學研究者前往聖地耶路撒冷，徜徉在悠長的歷史古城之中，沒想到聖經中記載的天譴日突然降臨古城，一夕之間傳說聖城化為人間煉獄，沒有人能夠逃離最終的審判。兩女一男必須在古老城牆之內，尋找脫離人間煉獄的求生之道。

## 登場角色
- 耶兒·葛洛格拉斯（英语：Yael Grobglas） 飾 瑞秋·克萊
- 揚·圖馬肯 飾 凱文·瑞德
- 丹妮兒·潔德琳（英语：Danielle Jadelyn） 飾 莎拉·普曼
- 湯姆·格拉齊亞尼 飾 歐瑪
- 薩瑞爾·彼得曼 飾 年輕神父
- 霍華·萊浦 飾 霍華·普曼
- 約雅夫·考瑞什 飾 耶胡達
- 歐里·札茲曼 飾 托莫
- 法瑞斯·哈南雅 飾 法烏茲
- 伊薩柯·揚浦斯基 飾 大衛

## 關於電影
《聖獄：耶路撒冷》是一部殭屍/附體恐怖片，影片原名中的大寫字母代表（殭屍）。多倫·帕茲和約雅夫·帕茲撰寫了本片的劇本兼導演，耶兒·葛洛格拉斯、揚·圖馬肯、丹妮兒·潔德琳和湯姆·格拉齊亞尼主演，電影於2015年7月10日的耶路撒冷影展上首映，之後也推出了和。《聖》片在耶路撒冷取景攝製，包括耶城的數處古蹟、古建築和宗教景點，同時也給出了這些景點的背景訊息。影片靈感源自《塔木德》中的一句對《耶利米書》的註解（解經集）：「人間有三個地獄之門—荒漠，深海，以及耶路撒冷。」多倫·帕茲和約雅夫·帕茲也是本片的製片人，他們自己籌集了160,000美元的預算。目前電影已經售至世界各地，包括委內瑞拉、美國、英國、德國、法國、荷蘭、比利時、盧森堡、印度、菲律賓以及日本等。

## 外部連結
- 互联网电影数据库（IMDb）上《聖獄：耶路撒冷》的资料（英文）
- AllMovie上《聖獄：耶路撒冷》的资料（英文）
- 爛番茄上《聖獄：耶路撒冷》的資料（英文）
- Metacritic上《聖獄：耶路撒冷》的資料（英文）
- Yahoo奇摩電影上《聖獄：耶路撒冷》的資料（繁體中文）
- 開眼電影網上《聖獄：耶路撒冷》的資料（繁體中文）